# Serhat Ahmetoğlu
Serhat Ahmetoğlu (* 5. Februar 2002 in Küçükçekmece in der Provinz Istanbul) ist ein türkischer Fußballspieler. Er steht seit September 2022 in Diensten vom Sarıyer SK und ist türkischer Nachwuchs-Nationalspieler.

## Karriere
Ahmetoğlu ist ein 1,84 m großer Abwehrspieler und agiert primär als rechter Außenverteidiger. Er kann sekundär sowohl im rechten als auch im linken defensiven und offensiven Flügelspiel eingesetzt werden.

### Verein
Ahmetoğlu kam in der Ortschaft Küçükçekmece, einer Stadtgemeinde und gleichzeitig einem Stadtteil der marmarischen Großstadtkommune Istanbul, zur Welt. In seiner Kindheit begann er 2012 mit dem Vereinsfußball im Istanbuler Eyüpsultan beim Eyüpspor. Im Februar 2014 wechselte er in die Nachwuchsabteilung von Fenerbahçe Istanbul und er kam in mehreren Fenerbahçe-Jugendauswahlen zum Einsatz. Seit der Saison 2018/19 spielte Ahmetoğlu anfänglich mit 16 Jahren für die U19-Junioren von Fenerbahçe in der türkischen U19-Liga-Elitemeisterschaft und entwickelte sich mehrheitlich zum Stammspieler.
Im November 2020 erhielt er mit 18 Jahren seinen ersten Profifußballvertrag. Nach seiner Profivertragsunterzeichnung kam er am 14. Januar 2021 für die Profimannschaft von Fenerbahçe im türkischen Pokal-Achtelfinalspiel als Einwechselspieler zu seinem Profipflichtspiel-Debüt. Nach seinem sporadischen Einsatz für die Fenerbahçe-Profis wurde er im gleichen Monat an den Ligakonkurrenten Fatih Karagümrük SK für eineinhalb Jahre verliehen. Eine Woche nach seinem Fenerbahçe-Profidebüt kam er zu seinem Ligaprofidebüt für den Fatih Karagümrük SK in der Süper Lig, der höchsten türkischen Ligaprofispielklasse. Für den Fatih Karagümrük SK kam er bis zum Saisonende 2021/22 zu insgesamt 15 Pflichtspieleinsätzen in der Süper Lig und im Ziraat Türkiye Kupası, womit sich Ahmetoğlu nicht als Stammspieler etablierte.
Zur Saison 2022/23 kehrte er vorerst zu seinem Profistammverein Fenerbahçe zurück und wechselte später im September 2022 kurz vor Transferschluss der Türkischen Fußball Föderation (TFF) nach Nord-Istanbul zum türkischen Drittligisten Sarıyer SK.

### Nationalmannschaft
Ahmetoğlu durchlief bisher die türkischen Nachwuchsnationalmannschaften der U15 und von der U18. 2016 begann er seine Nationalmannschaftskarriere bei den U15-Junioren. Danach folgten 2019 zwei weitere U-Länderspieleinsätze für die Juniorennationalmannschaft der U18. Im August 2021 wurde er mit 19 Jahren nach seinen regelmäßigen Einsätzen im Nordfrühling 2021 in der höchsten türkischen Ligaprofispielklasse erstmals für die türkische U21-Nationalmannschaft nominiert; für Qualifikationsspiele im September 2021 zur U21-Europameisterschaft 2023. Wo er nicht zum Einsatz kam.